# Jive Talkin'
Jive Talkin' è un singolo dei Bee Gees pubblicato nel 1975.
Il brano è stato scritto dai fratelli Barry, Maurice e Robin Gibb ed è stato estratto dall'album Main Course.

## Tracce
- 7"

1. Jive Talkin'
2. Wind of Change

## Formazione
- Barry Gibb – voce, chitarra
- Robin Gibb – voce
- Maurice Gibb – chitarra, basso, voce
- Alan Kendall – chitarra, steel guitar
- Blue Weaver – tastiera, sintetizzatore
- Dennis Bryon – batteria, percussioni